# Hakob Tonoyani anvan Sowpergavat' 2018
La Hakob Tonoyan Super Cup 2018 è stata la 21ª edizione della supercoppa armena di calcio.
L'incontro, disputatesi il 29 luglio 2018, ha visto affrontarsi l'Alaškert, campione d'Armenia, e il Ganjasar, vincitore della Coppa d'Armenia 2017-2018.
La partita è stata vinta dall'Alaškert, che si è aggiudicato il trofeo per la seconda volta nella sua storia.

## Tabellino
| Arbitro: | Baliyan (Erevan) |

|                              |           |  |
| Poghosyan 17’ Marmentini 38’ | Marcatori |  |